# Aaron McCusker
Aaron McCusker (* 26. November 1978 in Portadown, County Armagh) ist ein nordirischer Schauspieler. Bekanntheit erlangte er vor allem durch die britische Fernsehserie Shameless und durch seine Verkörperung von Freddie Mercurys Freund Jim Hutton im Kinofilm Bohemian Rhapsody.

## Leben und Karriere
Aaron McCusker stammt aus Portadown und war Teil der örtlichen Dramagruppe The Phoenix Players. Etwa seit der Jahrtausendwende steht er auf der Theaterbühne.
Seinen ersten Auftritt vor der Kamera absolvierte er 2002 im Fernsehfilm Murder. Nach Auftritten in Serien wie Ultimate Force, The Rotters’ Club und The Bill war er ab 2007 als Jamie Maguire in der Serie Shameless in einer Hauptrolle zu sehen, die er bis 2013 in über 100 Episoden spielte. Im Anschluss übernahm er in weiteren Serien, darunter auch in US-amerikanischen, Gastauftritte. So etwa in Demons, Dexter, Silent Witness, 24: Live Another Day und Castle.
2015 übernahm McCusker als DS Adam Kemp eine Nebenrolle in der Sky-Serie Fortitude. Zudem war er als Astronaut Wally Schirra in The Astronaut Wives Club zu sehen. Es folgte eine Seriennebenrolle als Martin in Women on the Verge.
2018 erlangte er als Jim Hutton, der Freund des von Rami Malek gespielten Freddie Mercury, in der Leinwandbiografie Bohemian Rhapsody internationale Aufmerksamkeit. 2020 übernahm er in der dritten Staffel der Serie Marcella die Rolle des Finn Maguire.
McCusker ist derzeit mit seiner Frau Jennie Sutton, die er 2009 heiratete, und deren gemeinsamen Kindern im Dorf Hale, in der Nähe von Manchester, wohnhaft. McCusker ist ein Fan von den Fußballvereinen Liverpool und Celtic.

## Filmografie (Auswahl)
- 2002: Murder (Fernsehfilm)
- 2002: Ultimate Force (Fernsehserie, Episode 1x05)
- 2003: The Ticking Man
- 2005: The Rotters’ Club (Miniserie, Episode 1x02)
- 2006: The Bill (Fernsehserie, eine Episode)
- 2007–2013: Shameless (Fernsehserie, 108 Episoden)
- 2009: Demons (Miniserie, Episode 1x02)
- 2013: Dexter (Fernsehserie, 2 Episoden)
- 2014: Silent Witness (Fernsehserie, 2 Episoden)
- 2014: 24: Live Another Day (Miniserie, Episode 1x09)
- 2014: Shooting for Socrates
- 2015: Fortitude (Fernsehserie, 8 Episoden)
- 2015: The Astronaut Wives Club (Fernsehserie, 10 Episoden)
- 2016: Castle (Fernsehserie, Episode 8x18)
- 2018: Incoming
- 2018: Final Score
- 2018: Bohemian Rhapsody
- 2018: Women on the Verge (Fernsehserie, 6 Episoden)
- 2019: Ransom (Fernsehserie, Episode 3x10)
- 2020: Marcella (Fernsehserie, 8 Episoden)